# Cynanchum surrubriflorum
Cynanchum surrubriflorum är en oleanderväxtart som beskrevs av W.D.Stevens. Cynanchum surrubriflorum ingår i släktet Cynanchum och familjen oleanderväxter. Inga underarter finns listade i Catalogue of Life.